# Glentham
Glentham är en ort och civil parish i Storbritannien.   Den ligger i grevskapet Lincolnshire och riksdelen England, i den sydöstra delen av landet, 210 km norr om huvudstaden London. Glentham ligger 25 meter över havet och antalet invånare är 341.
Terrängen runt Glentham är platt. Runt Glentham är det ganska tätbefolkat, med 70 invånare per kvadratkilometer. Närmaste större samhälle är Lincoln, 19,4 km söder om Glentham. Trakten runt Glentham består till största delen av jordbruksmark.